# Nicolas Engel (cyclisme)
Pour les articles homonymes, voir Nicolas Engel et Engel.
Nicolas Engel (né le 30 avril 1902 à Hesperange et mort le 28 décembre 1946 à Luxembourg) est un coureur cycliste luxembourgeois. Il évolue au niveau professionnel de 1926 à 1931.

## Palmarès et résultats

### Palmarès sur route
- 1923
  -  Champion du Luxembourg sur route amateurs
- 1927
  - 2e du championnat du Luxembourg sur route
- 1931
  - Paris-Châteaumeillant
  - 3e du Circuit de la Vienne
  - 3e de Lyon-Belfort

### Palmarès sur piste
- 1922
  -  Champion du Luxembourg de vitesse amateurs
- 1931
  -  Champion du Luxembourg de vitesse